# 淮安区
淮安区，原名山阳县、淮安县、淮安市（县级）、楚州区，位于中國江苏省中北部，隶属于淮安市。为中国古代的漕运和盐业中心，曾一度与扬州、苏州、杭州并称为京杭大运河沿岸的“四大都市”。是周恩来、吴承恩等的故乡，于1986年被授予国家历史文化名城称号。區人民政府駐西長街141號。区域总面积为1,452.3平方公里。

## 历史
春秋戰國時期，这里先后歸属吴国、越国、楚国治下。秦代属淮阴县地，汉武帝时析置射阳县。晋代祖逖在此筑城，并设山阳县。隋炀帝开凿隋唐大运河后，这里逐渐兴盛起来，隋唐、五代、北宋均置楚州，治山阳县。靖康之變后，金兵大举南侵，此地频遭战祸，人烟凋敝，遂改楚州为淮安州，元代再改为淮安路。明清时，漕运复兴，城市再度繁荣，设淮安府，府治在山阳县。
但随着近代海运和铁路运输的兴起，运河的作用下降，这里亦开始衰落。民国二年（1913年），全国废府，故裁撤淮安府，山阳县也因与陕西山阳县重名，而于1914年改名为淮安县。淮安县政府驻地为原淮安府衙。
淮安城位于京杭大运河边、淮河南岸，是中国古代的漕运之都。隋炀帝开通隋唐大运河后，江南、荊楚等地的钱粮都要经此输往北方，兗州、青州、豫州的粮船也要来此报备，因此唐、宋时设江淮转运使、元设总管府、明清时更设漕运总督来楚州（淮安）督办漕事。漕运总督署就在老城的正中部位。明清期间新城西门外的河下，还是纲盐的屯积之所，淮北沿海所产的盐都在这里经过校验后运销长江、淮河流域的湖北、湖南、江西、安徽、河南以及江苏六省，统称为“淮盐”。楚州（淮安）在这时发展到了顶峰，城内外人烟鼎沸，商贸繁荣，一时之间与扬州、苏州、杭州等并称为运河沿岸的“四大都市”。淮安亦是中国共产党元勋、中华人民共和国首任总理周恩来的故乡。他在这里度过其童年，直到12岁时方离开淮安，北上求学。
淮安县于1986年获授予“国家历史文化名城”称号，并于1987年撤县设市，隶属于地级淮阴市。2001年，为解决所谓“两淮之争”，实现三淮一体。在淮阴层面，地级淮阴市更名为淮安市，淮阴县改设淮阴区，市政府驻清河区；在淮安层面，为避免与原淮阴市混淆，县级淮安市改设楚州区。2012年2月楚州区再次更名淮安区，但民间仍保留楚州的称呼。今天淮安区仍有楚州大道等含有楚州的字样。

## 行政区划
淮安区下辖3个街道办事处、13个镇：
淮城街道、河下街道、山阳街道、平桥镇、石塘镇、朱桥镇、施河镇、车桥镇、流均镇、博里镇、复兴镇、苏嘴镇、钦工镇、顺河镇、范集镇、漕运镇、白马湖农场和经济开发区。

## 人口
根據第七次全国人口普查數據顯示，截至2020年11月1日零時，淮安區常住人口為785272人，佔淮安市的17.24%。

## 交通
- 连镇铁路：淮安东站
- 新长铁路：淮安站

## 地理
淮安区地处淮河下游，境内主要为里下河洼地。京杭大运河、京沪高速公路纵贯南北，新长铁路、苏北灌溉总渠横贯东西。

## 经济
工业有机械、电子、纺织、盐化工、食品等门类，农业以种植水稻、小麦、棉花、油菜为主。

## 文化和旅游
特产茶馓、蒲菜、顺河百叶、平桥豆腐、文楼汤包、震丰楼馄饨、钦工肉圆、长鱼等，是淮扬菜的主要发源地之一。

### 古城建筑、名人故居
淮安区古城的构造比较独特。东晋祖逖所筑为老城，城四面各长1600米。北宋在老城以北的一千米处增筑新城，四面各长1000米。明世宗嘉靖時为防范倭寇，又在两城之间筑联城（夹城），只有东西两面城墙，各长700米左右。老城、新城、联城三城并列，气势恢宏，格局在中国古代城池中独树一帜。老城是三城核心，城墙高10米，有四座城门楼、三座角楼和三座水门。城内街巷纵横，市坊密布。城中央有镇淮楼，始建于南宋，原为镇江都统司酒楼，扼于交通要道上，有“南北枢机”之称，清同治年间因淮河泛滥成灾，而改称镇淮楼。此外还有淮安府衙署、漕运总督署、勺湖园、文通塔、青莲岗古文化遗址等诸多古迹。
淮安历史上多出军事和文化界名人。为漢高祖建立西漢立下首功的淮阴侯韩信、宋朝时与丈夫韩世忠一起抗击金军的梁红玉、支持林则徐禁烟的清广东水师提督关天培都是楚州人。古典文学名著《西游记》的作者吴承恩、汉代的辞赋家枚乘、“建安七子”之一的陈琳、“扬州八怪”之一的边寿民、撰写了《老残游记》的刘鹗、中国共产党元勋、中华人民共和国首任总理周恩来等许多文人墨客、名人都在楚州出生、成长或长期居住。元代剧作家关汉卿的名剧《窦娥冤》也是以淮安为背景创作的。今淮安区境内有周恩来故居、周恩来纪念馆、韩侯祠、韩侯钓台、漂母祠、胯下桥、梁红玉祠、关天培祠墓、吴承恩故居和墓、刘鹗故居等许多相关纪念建筑物。

### 文物保护单位
- 国家历史文化名城
- 全国重点文物保护单位：周恩来故居

## 图集

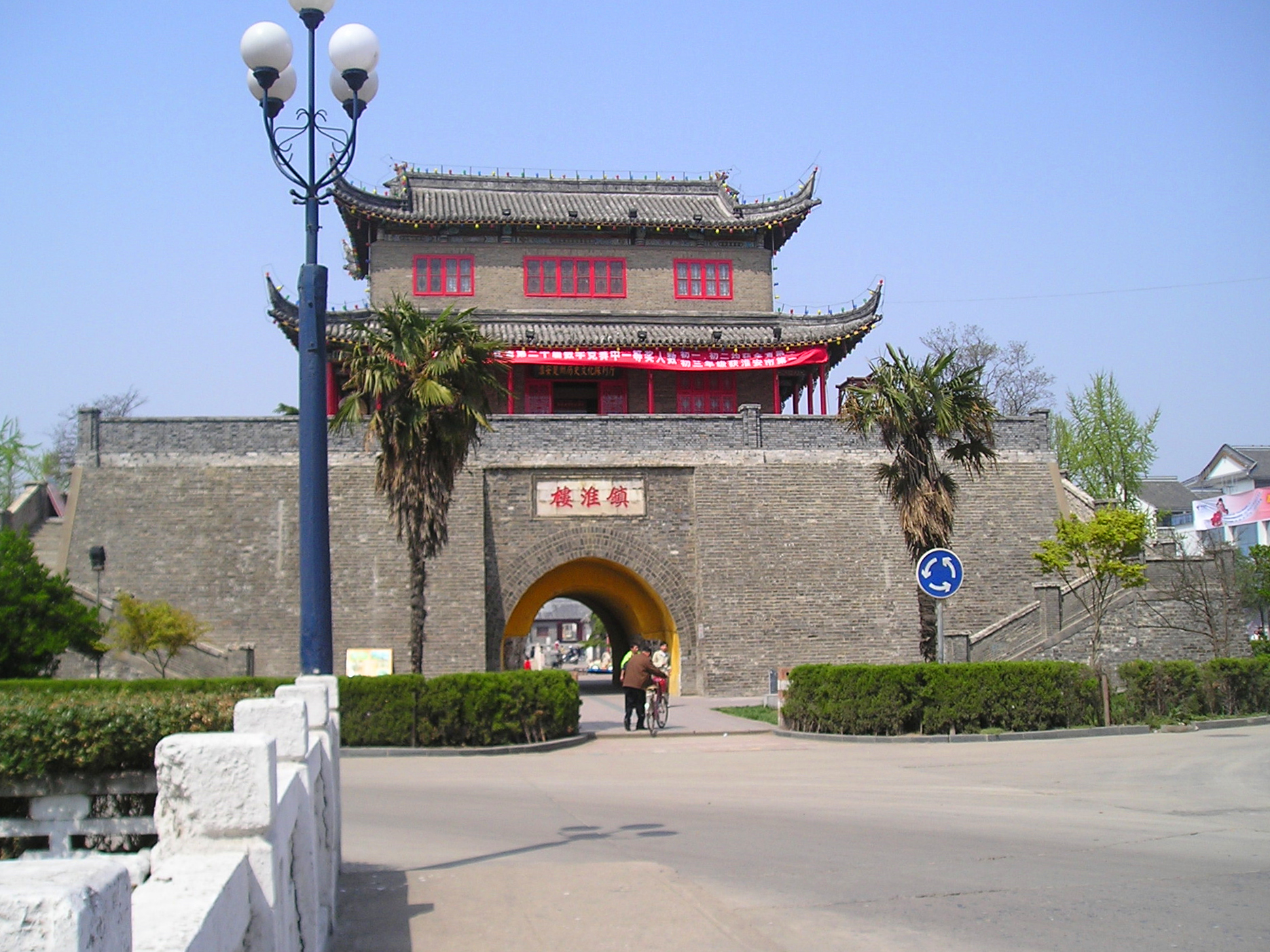
镇淮楼
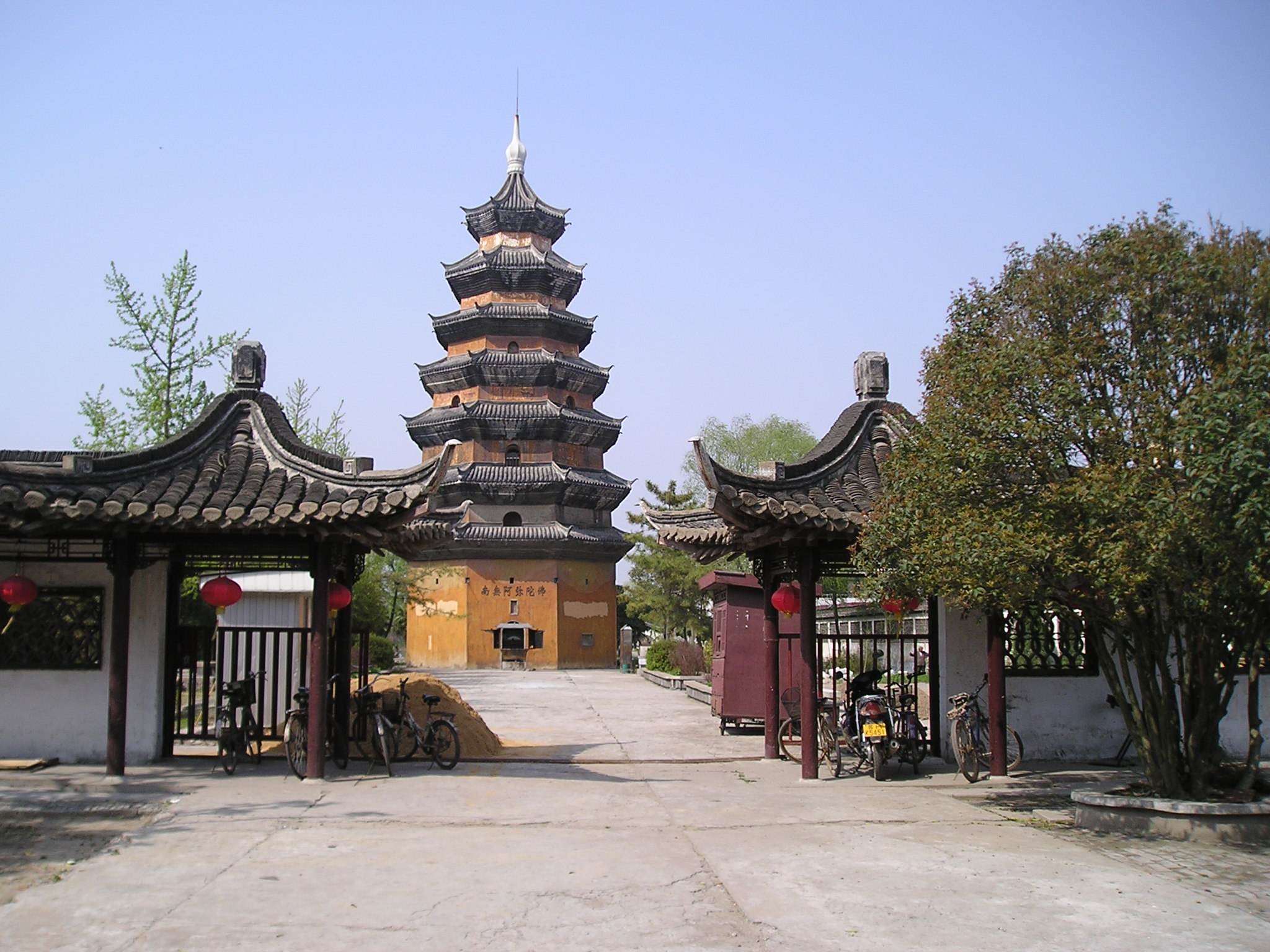
文通塔
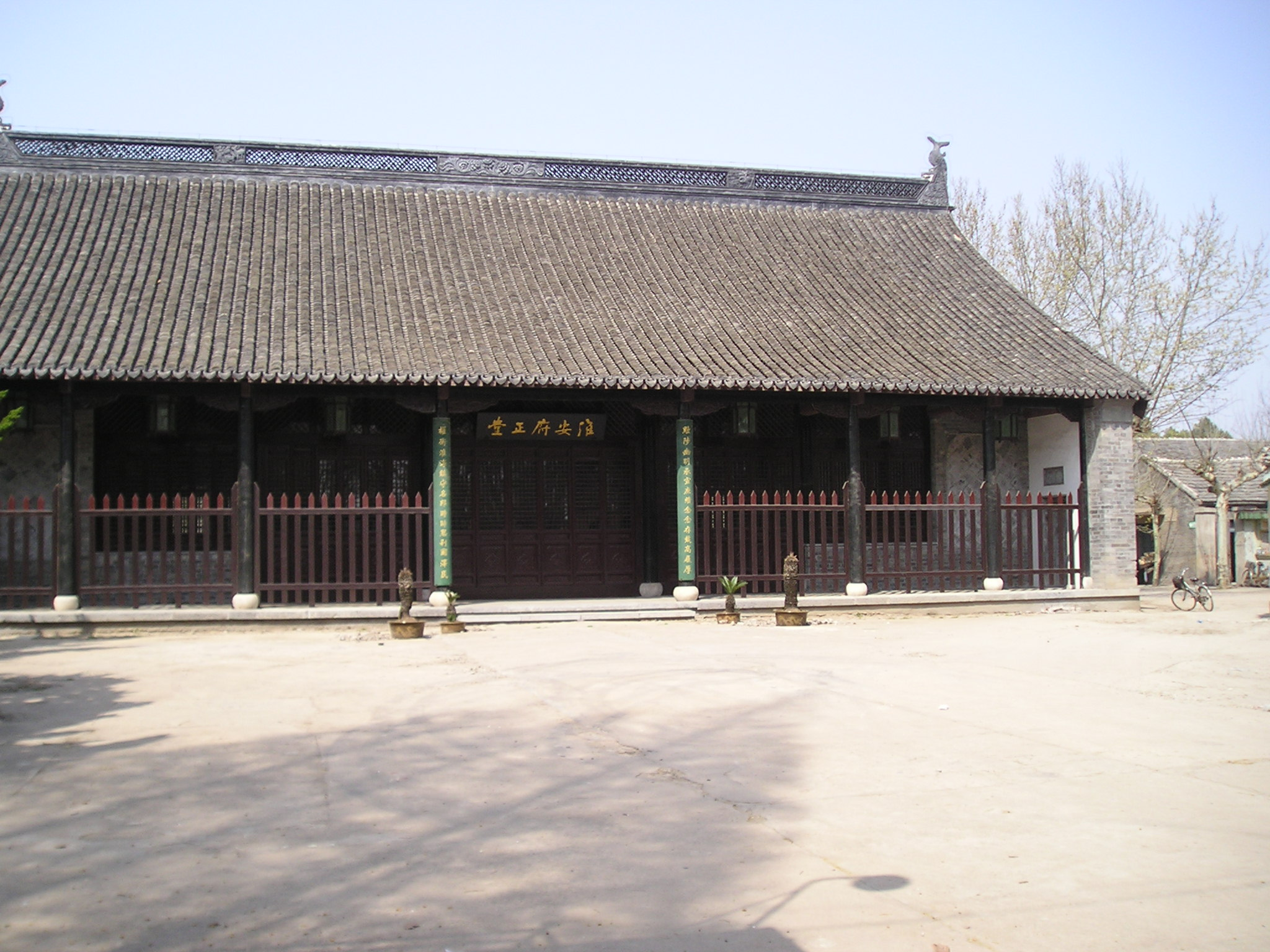
淮安府大堂
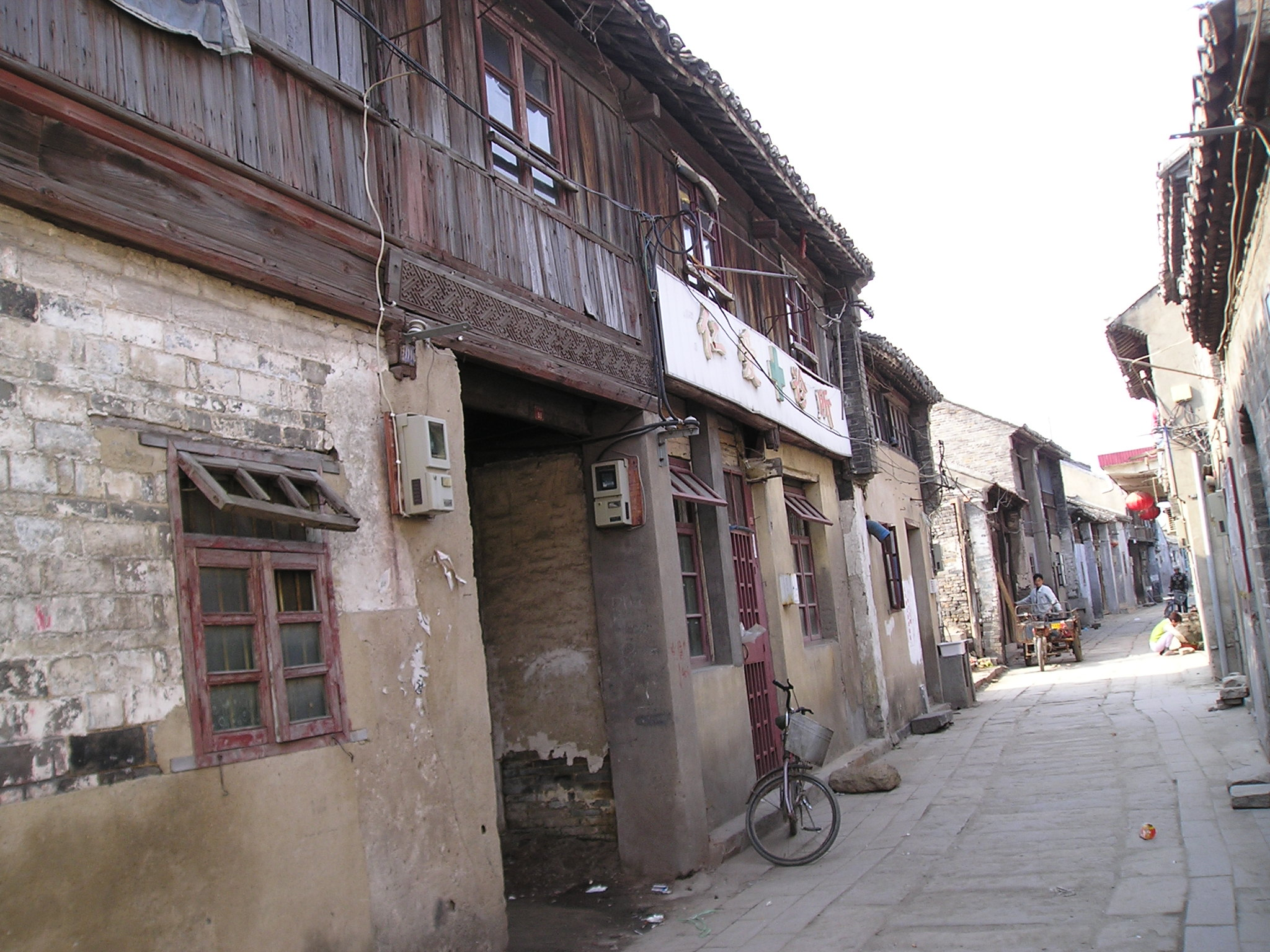
行人稀少的河下湖嘴大街上，昔日的传教站